# Regio Patalis

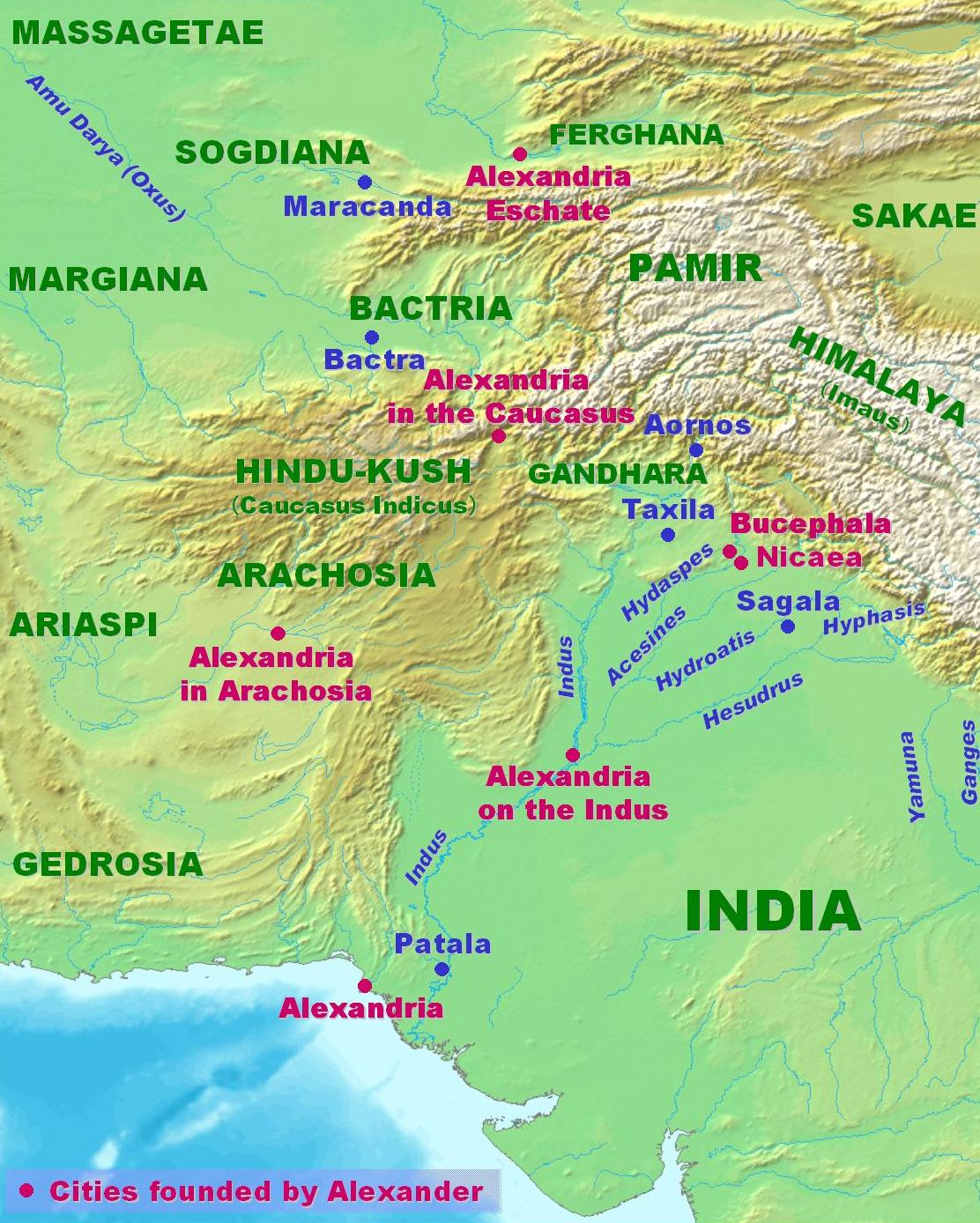
La città di Patala a valle di Alessandria sull'Indo.

Regio Patalis è un'espressione latina che significa «la regione di Patala», cioè l'area attorno all'antica città di Patala, situata alla foce del fiume Indo nel Sindh, in Pakistan. Gli storici di Alessandro Magno riportano che l'Indo si divideva in due rami presso la città di Patala, prima di sfociare nel mare, e l'isola così formata era chiamata Patalene, il distretto di Patala. Alessandro costruì un porto a Patala.
Sebbene Patala fosse ben nota a marinai e commercianti dell'antico Mediterraneo, nel Medioevo europeo i cartografi ne avevano perso l'ubicazione. La Regio Patalis comparve nelle mappe e nei globi della fine del XV e dell'inizio del XVI secolo in una varietà di localizzazioni sempre più errate, spostandosi progressivamente a est e a sud dell'India. Su alcune mappe arrivò perfino a essere rappresentata come un promontorio della Terra Australis.

## LaRegio Patalisnella letteratura classica
Plinio il Vecchio (Gaio Plinio Secondo, 23-79 d.C.), riferendosi all'«isola di Patale, alla foce dell'Indo», scrisse nella Historia Naturalis: «Sempre in India [come ad Assuan in Egitto], a Patale, porto frequentatissimo, il sole sorge a destra e le ombre scendono verso sud».
Il geografo Strabone (ca. 64 a.C. - ca. 24 d.C.) affermava: «L'Indo, invece, sfocia nel mare meridionale con due bocche, stringendovi la regione chiamata Patalene, che rassomiglia al Delta egiziano». E notava: «Poi, ormai in prossimità della Patalene, pongono la terra di Musikanos, quella di Sabos ovvero la Sindomana e, ancora, la terra di Portikanos e la regione fluviale dell'Indo occupata da altri, che Alessandro piegò tutti; infine la Patalene, che l'Indo forma dopo essersi diviso in due corsi. [...] Nella Patalene si trova l'importante città di Patala, dalla quale l'isola prende il nome».

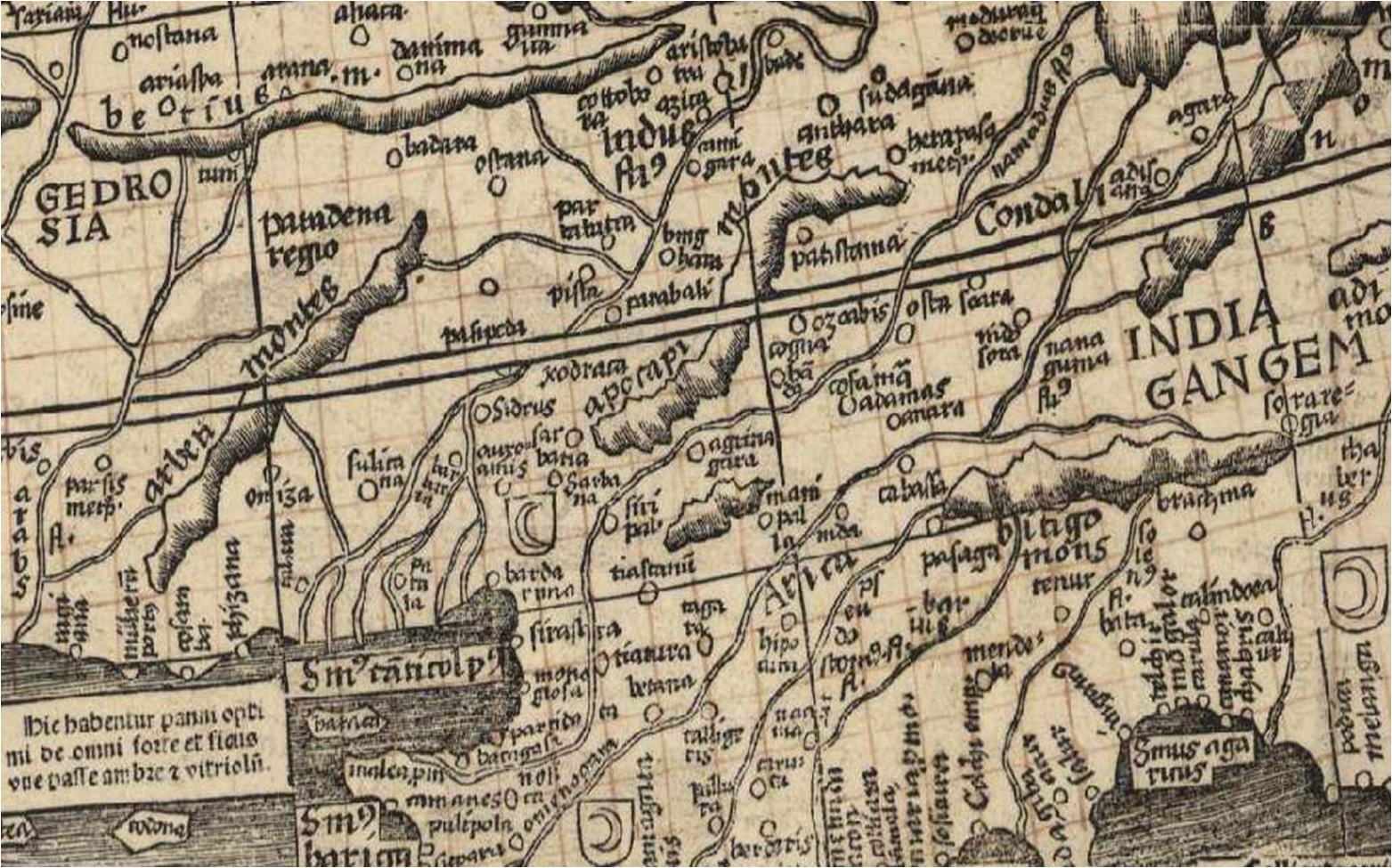
Patala sulla mappa di Waldseemüller.

La mappa di Martin Waldseemüller del 1507 mostra Patala in questa posizione.
Alla fine del II secolo a.C., Agatarchide di Cnido documentò che mercanti provenienti da Patala, o come la chiamava lui Potana, si recavano sull'isola di Socotra per commerciare con i mercanti di Alessandria. L'autore del II secolo d.C. Dionigi il Periegeta scrisse nella sua Orbis Descriptio: «Questo fiume [l'Indo] ha due foci e si infrange sull'isola racchiusa tra di esse, chiamata nella lingua dei nativi Patalene». Oppure, come disse Prisciano nella sua popolare rielaborazione del Periegeta: «il fiume Indo [...] Patalene è cinta dalle sue acque divise».
Alcuni studiosi identificano Patala con Thatta, antica capitale del Sindh. Tuttavia, l'identità di Patala è molto dibattuta tra gli studiosi. Poiché «Regio» è latino per «regione», ci si potrebbe aspettare che anche «Patalis» sia di origine latina. In effetti, nell'antico latino patalis significava «dalle corna larghe», di solito usato in combinazione con bos, ossia bue, toro o buoi di qualsiasi tipo, traducibile quindi come «regione dei [tori dai] corni larghi».
I depositi alluvionali hanno fatto cambiare il corso dell'Indo molte volte dai tempi di Alessandro Magno, e la localizzazione dell'antica Patala è oggetto di molte congetture. Ahmad Hasan Dani, direttore del Taxila Institute of Asian Civilisations di Islamabad, ha concluso: «Vi è stato un vano tentativo di identificare la città di Patala. Se "Patala" non viene considerato un nome proprio, ma indica semplicemente una città, si può correggere in "Pattana", cioè [in sanscrito] città o città portuale per eccellenza, termine che in epoche successive fu applicato a Thatta [antica capitale del Sindh], che si trova idealmente nella posizione descritta dagli storici greci».

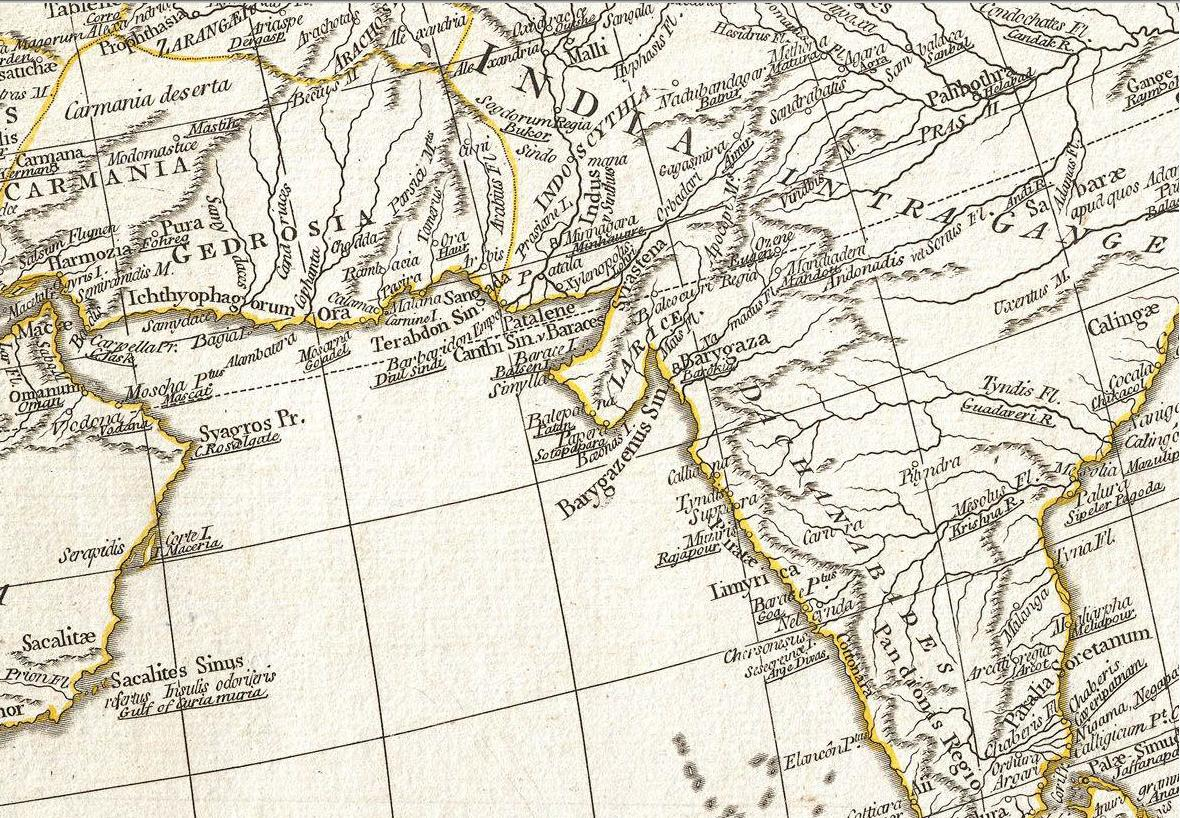
Patala e Patalene sulla mappa di Jean Baptiste Bourguignon d'Anville, Orbis Veteribus Notus [Il mondo noto agli antichi], in Complete Body of Ancient Geography, Laurie and Whittle, Londra, 1795.

Anche il geografo francese del XVIII secolo, Jean-Baptiste Bourguignon d'Anville, identificava Thatta con Patala: «Tatta non è solo una città, ma anche una provincia dell'India, secondo i viaggiatori moderni; questa città ha preso il posto dell'antica Patala o Pattala, che un tempo diede il nome al territorio compreso tra le foci dell'Indo». Questa opinione fu condivisa anche da Alexander Burnes, che risalì l'Indo in missione diplomatica nel 1831-32, e scrisse: «L'antichità di Tatta è indiscutibile. La Pattala dei Greci è stata cercata in questa posizione, e io credo, a ragione; qui l'Indo si divide in due grandi rami; e queste sono le parole dello storico: – "Vicino a Pattala, il fiume Indo si divide in due grandi rami" (Arriano, libro VI). Sia Robertson che Vincent sembrano aver condiviso l'opinione della sua identificazione con Tatta».
Il motivo per cui Plinio menzionava Patala, o come la chiamava lui, Patale, era per indicare che essa, come altri luoghi menzionati nello stesso capitolo della sua Storia Naturale, in particolare Siene (Assuan, in Egitto), era situata sul o sotto il Tropico del Cancro, e che quindi lì, a mezz'estate, le ombre erano proiettate verso sud, dimostrando la rotondità della Terra. Plinio, scrivendo in latino, usava la forma Patale: secondo la convenzione, trattava Patala, per lui sostantivo di origine greca, come un sostantivo latino di terza declinazione con genitivo Patalis, come se il nominativo fosse Patale: di qui, Regio Patalis e non Regio Patalae.
Siene è collegata alla misurazione della circonferenza terrestre da parte di Eratostene di Cirene intorno al 240 a.C., sebbene il metodo tradizionalmente attribuito a Eratostene sia in realtà una semplificazione proposta da un altro autore, Cleomede, il quale invitava i lettori a immaginare di osservare l'angolo di un'ombra proiettata ad Alessandria il giorno del solstizio d'estate – ottantatré gradi – e a sottrarlo dai novanta gradi di incidenza solare a Siene nello stesso giorno, ricavando così l'angolo acuto – sette gradi – all'apice del segmento di circonferenza terrestre rappresentato dalla distanza nota tra Siene e Alessandria – 500 stadi – e poi moltiplicando tale distanza per il valore di quell'angolo e dividendolo per i 360 gradi dell'intera circonferenza terrestre: 250.000 stadi (invece dei 252.000 effettivamente misurati da Eratostene), cioè 39.690 km, con un margine d'errore inferiore all'un per cento.

## LaRegio Patalisnella cosmografia rinascimentale
La mappa del mondo realizzata dal matematico e cosmografo francese Oronzio Fineo, pubblicata nel 1531, mostra un grande promontorio attaccato al continente della TERRA AVSTRALIS e che si estende a nord quasi fino al Tropico del Capricorno: questo promontorio è denominato REGIO PATALIS («Regione di Patala»).
La TERRA AVSTRALIS di Fineo, con la sua REGIO PATALIS, sembra essere stata ripresa dal globo del cosmografo tedesco Johann Schoener, realizzato a Norimberga nel 1523. Su questo globo, il continente antartico, chiamato TERRA AVSTRALIS RECENTER INVENTA SED NONDUM PLENE COGNITA («Terra Australis, recentemente scoperta ma non ancora completamente conosciuta»), presenta anch'esso un grande promontorio con il nome di REGIO PATALIS.
Schoener sviluppò il suo globo a partire da quello creato da Martin Behaim a Norimberga nel 1492. Sul globo di Behaim, India potalis è collocata a sud dell'Equatore, sulla penisola Hoch India (Alta India, o India Superior), ossia l'attuale Indocina, sul lato orientale del Sinus Magnus («Grande Golfo», cioè il Golfo di Thailandia). Un'iscrizione sul globo di Behaim spiega che Hoch India (India Superior) si trovava così a sud che la Stella Polare non era più visibile: «perché questa terra si trova agli antipodi della nostra».
La fonte delle conoscenze di Behaim su India Patalis era l'Ymago Mundi di Pierre d'Ailly, una versione riveduta di precedenti opere cosmografiche standard che d'Ailly scrisse tra il 1410 e il 1419. D'Ailly scrisse: «secondo Plinio troviamo che vi sono abitanti sotto il Tropico del Capricorno e oltre. Poiché l'isola chiamata Regio Pathalis ha un porto ben noto dove l'ombra del sole cade verso sud, quindi gli abitanti hanno sempre il sole a nord [...] Dico dunque che il lato meridionale dell'India si estende fino al Tropico del Capricorno vicino alla regione di Pathalis».
Nel discutere l'abitabilità delle terre sotto la zona torrida e il Tropico del Capricorno, d'Ailly si ispirò all'Opus Majus, scritto intorno al 1267 dal monaco e studioso inglese Ruggero Bacone. Riguardo alla Regio Patalis, Bacone affermava: «il confine meridionale dell'India raggiunge il Tropico del Capricorno vicino alla Regione di Patale e le terre vicine bagnate da un grande braccio di mare proveniente dall'oceano». Patala si trovava sul Tropico del Cancro o appena a sud di esso, non a sud dell'Equatore, ma Ruggero Bacone confuse il Tropico del Capricorno con il Tropico del Cancro, sotto cui, nel giorno del solstizio d'estate, le ombre a Patala cadevano verso sud.
L'Ymago Mundi di d'Ailly servì da testo base sulla cosmografia durante il XV e l'inizio del XVI secolo, diffondendo così l'idea che vi fosse una parte dell'India, o di quella che sarebbe stata poi chiamata Indocina, dove l'ombra del sole cadeva sempre a sud a mezzogiorno: questa era la Regione di Patala. Questa teoria trovò espressione nel globo di Martin Behaim del 1492, dove India potalis è collocata a sud dell'Equatore, sulla penisola Hoch India, sul lato orientale del Sinus Magnus, cioè l'attuale Indocina. Questo concetto della Regione di Patala appare come Patalie regiã nella mappa del mondo inclusa in La Salade, un manuale degli studi necessari per un principe scritto da Antoine de La Sale e pubblicato nel 1444.
Dopo il viaggio di circumnavigazione di Magellano (1519-1522), Johann Schoener identificò il Sud America con l'estesa penisola dell'India Superior (Indocina), e così lo rappresentò nel suo globo del 1523. Separò anche la Regione di Patala (Regio Patalis) da questa penisola, trasferendola oltre l'oceano affinché diventasse un promontorio della Terra Australis. In questo fu seguito da Oronzio Fineo, il cui mappamondo del 1531 mostra il grande promontorio REGIO PATALIS sul continente della TERRA AVSTRALIS.
La REGIO PATALIS è raffigurata sul globo di un orologio armillare realizzato da Jean Naze di Lione nel 1560, in modo simile a quanto presente sul globo di Schoener del 1523 e sulla mappa di Fineo del 1531. Compare anche sul Globo di Nancy, realizzato intorno al 1535.
Le mappe mondiali della scuola cartografica centrata intorno al porto normanno di Dieppe (le mappe di Dieppe) includono la harleiana (dal nome del suo precedente proprietario, Edward Harley), realizzata da un cartografo sconosciuto a metà degli anni 1540, quella di Pierre Desceliers del 1546, e anche la Cosmographie Universelle di Guillaume Le Testu del 1555. Su queste mappe, la REGIO PATALIS di Fineo si è evoluta nel grande promontorio di Jave la Grande (Giava la Grande), che si protende verso nord, come la Regio Patalis, dal continente australe. Questo sviluppo potrebbe essere stato influenzato dall'espressione usata dal viaggiatore italiano Ludovico di Varthema nel descrivere Giava, che, diceva, prope in inmensum patet («si estende quasi smisuratamente»). Sebbene la parola patet («si estende») non abbia alcuna connessione con Patala, la somiglianza superficiale potrebbe averli tratti in inganno.
La Terra Java nell'Atlante Vallard del 1547, altro prodotto della scuola di Dieppe, reca il toponimo vestigiale patallis inciso sulla sua costa occidentale. «Patal[l]is» è la forma genitiva di Patala e quindi significa semplicemente «di Patala», senza specificare cosa – regione, terra, regno, porto o città – indicando che non è altro che un residuo dell'originaria «Regio Patalis».
La cosmografia dei cartografi di Dieppe, specialmente riguardo al continente australe, si sviluppò da quella di Johann Schoener, attraverso l'opera di Oronzio Fineo. Albert Anthiaume scrisse nel 1911: «Da dove i cartografi normanni trassero l'idea di questo continente [la Terra Australe]? Dal mappamondo bicordiforme [a due cuori] di Oronzio Fineo (1531), che a sua volta l'aveva preso da Schoener [...] La maggior parte dei cartografi normanni, e in particolare Le Testu, conosceva le opere di Oronzio Fineo».
Nel suo studio sui globi di Schöner, Franz von Wieser rilevò che la derivazione del mappamondo di Fineo da essi era «inconfondibile» (unverkennbar).
L'idea di Schoener della Regio Patalis si sviluppò, come spiegato sopra, dal precedente globo di Martin Behaim, il quale a sua volta si basava sulle opere di Pierre d'Ailly, Ruggero Bacone e Plinio il Vecchio, e non sui resoconti di viaggi verso l'ignoto continente australe, la Terra Australis Incognita.
Jave la Grande sulle mappe di Dieppe, che deriva dalle idee di Johann Schoener, va quindi vista come una costruzione dei concetti cosmografici dell'inizio del XVI secolo, non come il risultato della scoperta delle coste australiane da parte di ignoti navigatori dell'epoca. Questo si vede nella Cosmographie Universel di Guillaume Le Testu del 1556 (quarta proiezione), dove il promontorio nord del continente australe, chiamato Regio Patalis da Schöner e Fineo, viene chiamato Grande Jaue. Il geografo francese Numa Broc ha notato che i cartografi di Dieppe, Le Testu compreso, sostituirono la Regio Patalis di Oronzio Fineo con una Grande Jave, più o meno collegata a una vasta massa di terra australe, e che la loro insistenza sul parlare di «la Grande Jave» ha permesso la formulazione dell'ipotesi di una «pre-scoperta» portoghese o francese dell'Australia tra il 1520 e il 1530.

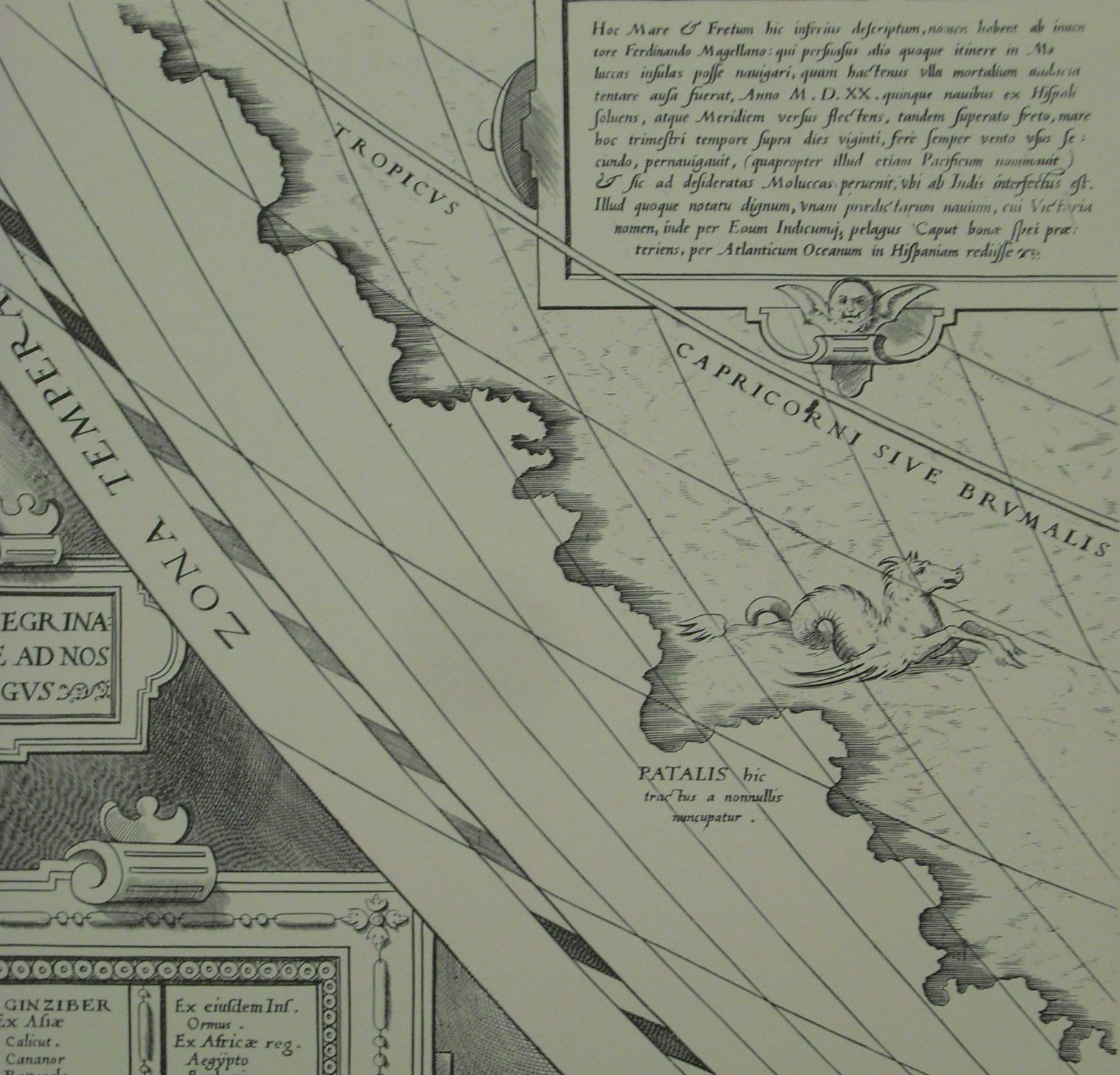
Regio Patalis come parte della Terra Australis: Abramo Ortelio, Typus Orbis Terrarum, 1564.

Il cosmografo e cartografo fiammingo Gerardo Mercatore realizzò una mappa del mondo nel 1538 che, pur essendo modellata su quella di Fineo del 1531, se ne distacca mostrando il continente meridionale di Fineo molto più piccolo, senza nome e con l'iscrizione: Terra hic esse certum est sed quãtus quibusque limitibus finitas incertum («Qui vi è certamente una terra, ma la sua dimensione e i limiti delle sue frontiere sono incerti»). Il contorno della Regio Patalis di Fineo, sebbene raffigurato come promontorio di questo più piccolo continente antartico, è anch'esso senza nome.
Nel 1564, l'altro fiammingo Abramo Ortelio pubblicò una mappa del mondo, Typus Orbis Terrarum, nella quale identificava la Regio Patalis con Locach come estensione verso nord della Terra Australis: «Questa regione è chiamata da alcuni Patalis»; e «La regione di Locach sembra essere qui posta da Marco Polo il Veneziano». Il grande promontorio terminava a nord con la Nuova Guinea, «recentemente scoperta, così chiamata perché la sua natura e il suo clima non differiscono dalla Guinea africana; apparentemente questa regione fu chiamata Terra de Piccinacoli da Andrea Corsali».
Da quel momento, il contorno del promontorio Regio Patalis/Jave la Grande/Locach svanì progressivamente dalle mappe del mondo.